# Robert C. McEwen

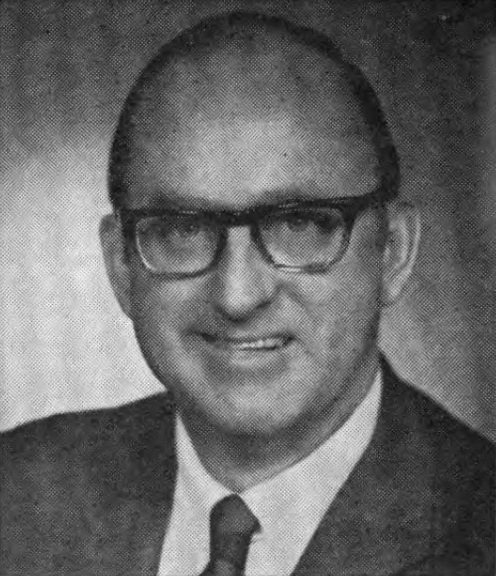
Robert C. McEwen

Robert Cameron McEwen (* 5. Januar 1920 in Ogdensburg, New York; † 15. Juni 1997 ebenda) war ein US-amerikanischer Politiker. Zwischen 1965 und 1981 vertrat er den Bundesstaat New York im US-Repräsentantenhaus.

## Werdegang
Robert McEwen besuchte die öffentlichen Schulen seiner Heimat und danach die Mount Hermon School in Massachusetts. Anschließend studierte er an der University of Vermont und an der Wharton School of Finance and Commerce, die zur University of Pennsylvania gehört. In den Jahren 1942 bis 1946 diente er während des Zweiten Weltkrieges im Fliegerkorps der US Army, in dem er es bis zum Feldwebel brachte. Nach einem Jurastudium an der Albany Law School und seiner 1947 erfolgten Zulassung als Rechtsanwalt begann er, in Ogdensburg in diesem Beruf zu arbeiten. Gleichzeitig schlug er als Mitglied der Republikanischen Partei eine politische Laufbahn ein. Zwischen 1954 und 1964 saß er im Senat von New York.
Bei den Kongresswahlen des Jahres 1964 wurde McEwen im 31. Wahlbezirk von New York in das US-Repräsentantenhaus in Washington, D.C. gewählt, wo er am 3. Januar 1965 die Nachfolge von Clarence E. Kilburn antrat. Nach sieben Wiederwahlen konnte er bis zum 3. Januar 1981 acht Legislaturperioden im Kongress absolvieren. In seine Zeit im Kongress fielen unter anderem der Vietnamkrieg, die Bürgerrechtsbewegung und im Jahr 1974 die Watergate-Affäre. Seit 1973 vertrat McEwen als Nachfolger von Carleton J. King den 30. Distrikt seines Staates.
Im Jahr 1980 verzichtete er auf eine weitere Kongresskandidatur. Zwischen 1981 und 1989 war er Mitglied der International Joint Commission,  die sich mit Fragen des Wasserrechts zwischen Kanada und den Vereinigten Staaten befasst. Robert McEwen starb am 15. Juni 1997 in Ogdensburg, wo er auch beigesetzt wurde.